# ديستروي أول هيومنز! 2
ديستروي أول هيومنز! 2 (بالإنجليزية: Destroy All Humans! 2)‏ هي لعبة أكشن-مغامرات من تطوير شركة بانديميك ستوديو ونشر شركة تي إتش كيو، صدرت اللعبة في أكتوبر 2006 على أجهزة بلاي ستيشن 2 وإكس بوكس.